# Оруджев, Вугар Нариман оглы
Вугар Нариман оглы Оруджев (азерб. Vüqar Nəriman oğlu Orucov; род. 26 октября 1971, Евлах) — борец вольного стиля, выступавший за СССР, Белоруссию и Россию в весовой категории до 48 кг.
Азербайджанец. Бронзовый призёр Олимпийских игр 1992 года (за Объединённую команду), чемпион мира 1991 (за СССР) и 1995 (за Россию) годов, чемпион Европы 1995 года. Бывший член общества «Динамо» Баку.
На протяжении всей спортивной карьеры его тренером был Заслуженный тренер СССР Жора Джангиров.
Впоследствии Оруджев жил в Нью-Йорке и тренировал студентов по американской разновидности борьбы — так называемой студенческой борьбе.
Женат. Имеет троих сыновей. Один из сыновей — Виталий успешно выступает в США по студенческой борьбе за борцовский клуб «Finger Lake», является чемпионом мира и неоднократным победителем Панамериканского чемпионата по вольной борьбе.